# 타이완 마제소바
타이완 마제소바(일본어: 台湾 まぜそば[*])는 일본 아이치현 나고야에서 만들어진 국수 요리이다.
일본어 "마제소바"는 "섞다"를 뜻하는 "마제루(混ぜる)와 "메밀국수"를 뜻하는 "소바(そば)"를 합친 말이지만, 타이완 마제소바는 메밀국수가 아닌 밀국수로 만든 요리이다. 나고야메시의 하나다.

## 같이 보기
- 일본 요리
- 아부라소바